# جون لي (رياضياتي)
جون لي (بالإنجليزية: Jon Lee)‏ هو رياضياتي أمريكي، ولد في 1960.